# Catalendas
Catalendas é um programa de televisão infantil brasileiro produzido e exibido pela TV Cultura do Pará. Apresentado em forma de teatro com bonecos, seus episódios mostram Dona Preguiça narrando para Preguinho histórias do imaginário popular da Amazônia brasileira e de outras culturas que levantam reflexões sobre situações vividas por ele.
Idealizado na década de 1990 pela então diretora da TV Cultura Sonia Freitas, o Catalendas foi desenvolvido por Roger Paes em conjunto com a companhia In Bust, que encenava peças com bonecos sobre contos e lendas da floresta amazônica e ficou responsável pela confecção e manipulação dos personagens, além de alguns de seus integrantes terem roteirizado os episódios com base em pesquisas escritas e orais sobre narrativas populares.
O Catalendas estreou em 1999 e cerca de dois anos depois foi ao ar em rede nacional pela TV Cultura de São Paulo, passando depois por outras emissoras públicas do Brasil. 100 episódios do programa foram gravados até 2009, quando houve uma interrupção em virtude de um corte de gastos na TV Cultura do Pará. A produção foi retomada para mais duas temporadas, totalizando 127 episódios em 2019.

## Premissa
Destinado a crianças de quatro a doze anos, o Catalendas apresenta a cada episódio o curioso Preguinho, um filhote de macaco-prego, visitando a casa de Dona Preguiça para lhe contar situações e dúvidas que enfrenta no seu dia a dia. Assim, ela abre o seu livro de contos e lendas presentes no imaginário popular e os narra para levar a ele reflexões que o ajudem a enfrentar seus problemas.

## História

### Produção
O Catalendas foi idealizado na década de 1990 pela então diretora da TV Cultura do Pará Sonia Freitas, que, inspirada no trabalho da companhia In Bust com bonecos encenando peças teatrais sobre narrativas populares da Amazônia brasileira, escreveu um argumento ainda intitulado Era Uma Vez. Roger Paes assumiu a direção e o desenvolvimento do programa, cujo piloto foi planejado durante um ano, e a equipe da In Bust ficou a cargo da confecção e manipulação dos bonecos. O nome Catalendas é um jogo de palavras idealizado pelo roteirista David Matos, que combinou os redemoinhos, lembrando cata-ventos, provocados pela aparição do personagem mítico Saci Pererê, com a proposta do programa de apresentar lendas ao público.
Os protagonistas foram definidos como animais típicos da região: respectivamente um bicho-preguiça, chamada de Dona Preguiça, incorporada em um grande fantoche manipulado por duas pessoas, e um macaco-prego (antes pensado como uma ararinha-azul), chamado de Preguinho, como um boneco marrote. Os personagens, movimentados por diferentes técnicas do teatro com bonecos, e cenários das lendas eram confeccionados com diversos materiais naturais e reutilizáveis.
No início as lendas contadas no Catalendas retratavam a cultura amazônica, abrangendo depois narrativas clássicas e de outras culturas brasileiras. O argumento das histórias contadas no programa provinha da pesquisa em livros e dos depoimentos de populares em oficinas realizadas pelo estado do Pará sob a consultoria pedagógica de Zéa Fares. Em seu histórico o programa foi roteirizado por David Matos, Roger Paes, Adriano Barroso, Adriana Cruz e Robson Fonseca. Além de escreverem, David e Adriana, como integrantes da In Bust, manipulavam e emprestavam suas vozes a Preguinho e Dona Preguiça, e também movimentavam os bonecos das lendas junto a Aline Chaves, Aníbal Pacha, Paulo Ricardo Nascimento, Michel Amorim, San Rodrigues, Nina Brito, Maurício Franco e Jef Cecim.

### Exibição
Após ter sido apresentado na V Feira Pan-Amazônica do Livro, realizada na capital paraense Belém, o Catalendas estreou na TV Cultura do Pará em 11 de novembro de 1999 com o episódio "Curupira", cujo texto, de David Matos, foi posteriormente transformado pela In Bust numa apresentação teatral; no primeiro ano do programa mais nove capítulos foram exibidos. Sua produção seguiu ininterruptamente até 2009, quando a emissora, mantida por uma fundação do governo do Pará, passou por um corte de gastos devido à contenção de despesas públicas. A equipe retomou a produção no segundo semestre de 2011, e os novos quatorze episódios, agora gravados em alta definição, foram ao ar entre maio e agosto de 2013. A última temporada, com treze episódios, transmitida entre outubro e dezembro de 2019, foi produzida pela Mano Mana Filmes em conjunto com a Fundação Cultural do Pará, que promoveu oficinas para a confecção de bonecos e cenários com objetos recicláveis. Nesta temporada San Rodrigues chegou a emprestar sua voz a Preguinho em alguns episódios.
O Catalendas estreou em rede nacional pela TV Cultura de São Paulo em 29 de setembro de 2001, permanecendo no ar até 1 de janeiro de 2005. Em 2002 um relatório do IBOPE constatou que o programa foi o mais assistido da emissora na cidade entre maio e junho, tendo chegado a quatro pontos de audiência, alcançando 320 mil domicílios. No fim de 2005 entrou na programação da TV Rá Tim Bum, e entre 2009 e 2012 esteve na grade da TV Brasil, que também o transmitiu em seu sinal internacional para países da África. Outras estações públicas que integravam a ABEPEC, associação liderada pela TV Cultura e TV Brasil, transmitiram o programa durante os anos 2000.
A partir de 2011 os episódios do Catalendas produzidos até então foram lançados em dez volumes em DVD, e desde 2018 estão disponíveis no canal oficial do programa no YouTube, onde também foram publicados depoimentos de membros da equipe de produção.

### Música
Em 2002 Fábio Cavalcante assumiu a composição da trilha sonora original do Catalendas, tendo criado treze músicas incidentais que incluíam o tema de abertura e efeitos para cenas. Todas as faixas foram recriadas por Cavalcante para a temporada de 2013 com novos arranjos. No mesmo ano ele lançou um álbum reunindo todas as 26 composições para o programa que está disponível em plataformas de streaming de música.

## Legado
A história do Catalendas foi tema da exposição "Eu Vou, Mas Eu Volto! Catalendas e o Imaginário Amazônico na TV", promovida em 2018 pela turma do curso de Bacharelado em Museologia da Universidade Federal do Pará, que apresentou a biodiversidade amazônica presente no programa como um tipo de relação entre pessoas e meio ambiente. O assunto também foi abordado nos livros Catalendas: Uma História de Bonecos na TV, de 2018, escrito pelo jornalista Guaracy Britto Jr. e organizado pela TV Cultura do Pará, e O Universo Encantado do Catalendas, de 2019, de autoria da jornalista Jorgelene Santos.
Em abril de 2025 a TV Cultura do Pará anunciou a exibição de Catalendas - Novas Lições, um interprograma animado com doze episódios de um minuto em que Dona Preguiça e Preguinho abordariam questões ambientais, como um dos conteúdos lançados sob expectativa para a COP30, conferência sobre mudanças climáticas que será organizada pela Organização das Nações Unidas em Belém em novembro. A direção da emissora, entretanto, suspendeu a divulgação de qualquer material da produção devido a críticas na Internet referentes ao uso de inteligência artificial em sua animação.